# Geringging Baru
Geringging Baru is een bestuurslaag in het regentschap Kuantan Singingi van de provincie Riau, Indonesië. Geringging Baru telt 2102 inwoners (volkstelling 2010).